# Julio Herrera Velutini
Julio Martín Herrera Velutini (15 dicembre 1971) è un banchiere venezuelano di origini italiane, miliardario, fondatore del Britannia Financial Group.
Proviene da una delle 20 famiglie mantovane che governarono la città di Caracas dal XVII secolo (Los Amos del Valle). La famiglia Herrera Velutini contribuì a fondare la Banca Centrale, fondò il Banco Caracas e creò una moneta nazionale indipendente. Julio Herrera Velutini è a capo della famiglia che possiede più terre in Venezuela e rappresenta la settima generazione di banchieri di famiglia.

## Biografia
Velutini studia all'American School of London (Gran Bretagna), nella Scuola Americana a Locarno (Svizzera) e, nel 1990, si laurea presso l’Universidad Central de Venezuela. Con oltre 25 anni di esperienza bancaria, Julio Velutini fa parte della generazione di banchieri formatosi tra la fine degli anni 80 e l’inizio dei 90 nel circolo della Borsa di Valori della Banca Centrale del Venezuela.

## Famiglia
Sin dal 1590 la famiglia Herrera e Velutini (conosciuta come Los Amos del Valle de Caracas) ha avuto un'importante influenza nel mondo finanziario e dei beni immobiliari in Venezuela e Latinoamerica fondando Hacienda La Vega nel 1590. Il loro patrimonio si aggira su più di 4 miliardi di dollari. A fine del XIX secolo, nel 1890, fondano Banco Caracas il quale presiede Julio César Velutini Couturier, suo bisnonno, fino al 1930. Per più di 100 anni, e fino alla vendita della banca nel 1998, le generazioni successive a Velutini Couturier presiedono o dirigono Banco Caracas.
Julio M Herrera Velutini cresce con la sua madrina e sua nonna (Clementine Velutini de Herrera Uslar e Belen Clarisa Velutini Pérez Matos). Da Ginevra, e per oltre 25 anni, gestisce il “Trust” di famiglia, il quale comprende una collezione di oltre 800 opere d’arte e di gioielleria d’arte delle Maison Cartier e Van Cleef & Arpels. 

## Carriera
Nei primi anni 90, inizia ad investire della Borsa Valori di Caracas, o Casa de Bolsa (una società finanziaria), di cui fa parte fino al 1998. Nello stesso anno diventa l’amministratore delegato di Inversiones Transbanca (come risultato della vendita di Banco Caracas), diviene così il maggior investitore e direttore di società come Kia Motors Venezuela, BMW Venezuela , BBO Financial Services, Transporte de Valores Bancarios de Venezuela (servizio di trasporto valori), Bolívar Banco Universal in cui ai soli 29 anni diventa il presidente del consiglio di amministrazione, Banco Activo Banco Comercial e, infine, Banco Desarrollo del Microempresario.
Nel 2006, insieme al consiglio di amministrazione di Inversiones Transbanca e soci, José Herrera Velutini e Belen Clarisa Velutini, acquisiscono società come Caracas Caja de Bolsa, IBG Trading, Banco Real[1] e Banreal International Bank, recuperando la holding di famiglia. Sin dall’inizio del 2007 fino a febbraio 2009, Velutini è stato il presidente del consiglio di Banco Real, e Banreal Holding, il quale viene venduto a febbraio 2009. Sempre lo stesso anno acquisisce il Banco Nacional de Crédito (BNC).
Nel 2009 fonda Bancrédito International Bank, Bancrédito Foundation, Bancrédito Financial Services, Bancrédito Financial Group, Helvetica Capital Markets, e tante altre istituzioni finanziarie in tutto il mondo. Al presente, ha acquistato altre istituzioni finanziarie come Consultiva International Group e resta nelle altre come membro del consiglio di amministrazione.
È anche proprietario di Intermedia Limited, una società azionista di Diario Las Américas, con sede a Miami, Florida. Herrera Velutini mantiene la carica di membro del consiglio di amministrazione di numerose banche aziendali e servizi finanziari internazionali.
Nell'agosto 2022, Herrera Velutini è stato accusato di aver finanziato illegalmente la campagna elettorale dell'ex governatrice di Porto Rico Wanda Vázquez Garced sulla base di un'indagine con studi quantitativi e qualitativi che ha commissionato nel 2020 alla società privata City Group London, per studiare il panorama preelettorale a Porto Rico. L'avvocato di Vázquez Garced ha dichiarato che l'indagine che ha portato all'accusa, sia del banchiere che dell'ex governatrice, non è stata preparata a loro vantaggio. Dopo aver appreso dell'accusa, Herrera Velutini si è presentato volontariamente alle autorità e si è dichiarato non colpevole.  In seguito si è rivolto a Stryk Global Diplomacy, una società con sede a Washington, specializzata nella fornitura di servizi di consulenza strategica.